# Uzeb

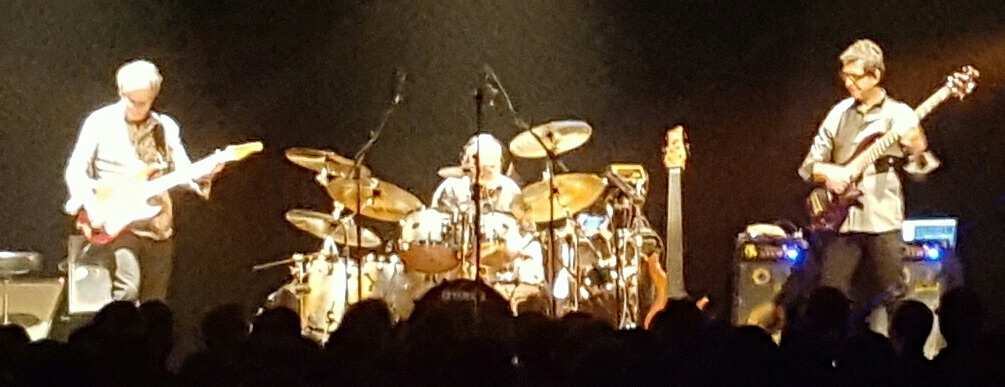
Uzeb bei einem Auftritt in St. Eustache, Québec (2017)

Uzeb war eine kanadische Jazz-Fusion-Band aus Montreal (Quebec), die von 1976 bis 1992 aktiv war. Die Mitglieder setzten sich aus Alain Caron (E-Bass), Michel Cusson (E-Gitarre) und Paul Brochu (Schlagzeug) zusammen. Uzeb spielte eine Mischung aus teilweise virtuosen Synthesizer-Klängen, die auf den Originalkompositionen  basierte. Die Band gewann während der 1980er Jahre eine Reihe von kanadischen Auszeichnungen.

## Laufbahn
Uzeb wurde 1976 in Drummondville, Québec, von dem Gitarristen Michel Cusson gegründet. Der Name Uzeb kam durch die Verkürzung des Wortes Eusèbe-Jazz zustande (die Gruppe spielte ihr erstes Konzert in Saint-Eusèbe). Schon bald nach der Gründung zog die Band nach Montreal. Der Schlagzeuger Jean St-Jaques und der Bassist Alain Caron waren ab 1978 Mitglieder der Band. Die Schlagzeugerposition wurde anschließend von Sylvain Coutu besetzt sowie ab 1980 wieder dauerhaft von Paul Brochu. Bis 1987 spielte auch ein Keyboarder in Uzeb. In den 1980er Jahren waren sie für ihre sehr fortschrittliche Midi-Technologie bekannt.
Nach 1987 wurde Uzeb zu einem Trio aus Cusson, Caron und Brochu. Uzeb gewann den Quebec Félix Preis als „Band des Jahres“ 1984 und 1989. Zudem gewannen sie Preise für das beste Jazz-Album für 1983, 1984, 1986 und 1987. Uzeb machte mehrere Touren durch Kanada. 1991 gewann Uzeb den Oscar Peterson Lifetime Achievement Award, der auf dem Montreal International Jazz Festival im gleichen Jahr überreicht wurde. Uzeb spielten ihr erstes europäisches Konzert 1981 auf dem Bracknell Jazz Festival in England. 1983 spielte Uzeb auch beim Festival de Jazz in Paris. Sie traten auch in anderen europäischen Ländern auf sowie in Südost-Asien. Ihre bekanntesten Songs sind: Junk Funk, Smiles and Chuckles, Mile « O », 60, rue des Lombards, Spider sowie Uzeb Club.

## Diskografie
- AZAB KUBUR live in Bracknell (1981, Paroles & Musique, WL-532)
- Fast Emotion (1983, Paroles & Musique, WL-010)
- You, Be Easy (1984, Paroles & Musique, WL-021)
- Between the Lines (1985, Paroles & Musique, WL-027)
- Live à l’Olympia (1986, Paroles & Musique, WL-034)
- Absolutely Live (1986, Paroles & Musique, WL-035) (mit Didier Lockwood)
- Noisy Nights (1988, Paroles & Musique, PEM-047)
- Live in Europe (1988, Paroles & Musique, PEM-050)
- UZEB Club (1989, B.C.C.L., BCCL-060)
- UZEB World Tour 90 (1990, Disques Avante-Garde, AGCD-602)
- R3UNION Live (2019)

### Music DVD
- 2006: 5 Live